# Pu'akau
Le pu'akau ou pu'rohoti est un instrument de musique polynésien traditionnel, caractéristique de l'archipel des Marquises. Selon les sources, il est décrit comme un aérophone à anche de type chalumeau (similaire à une clarinette dans le mode de production du son), ou bien comme une petite trompe composée d'un cylindre et d'une embouchure de bambou ajustable, d'un diamètre de 12 à 20 cm .
Les sources le décrivant comme un chalumeau donnent une longueur de bambou de 60 cm, qui fonctionne grâce à une anche libre découpée à même la paroi du corps de l'instrument. Il n'a que trois trous de jeu, et n'utilise que le premier registre, ce qui indique donc un très petit nombre de notes et un ambitus réduit, d'une quarte environ. La musique polynésienne originelle étant essentiellement vocale, les instruments traditionnels servaient surtout à accompagner les chants .